# Tiempo de milagros
Tiempo de milagros (en serbocroata: Vreme čuda) es una película yugoslava de 1989, bajo la dirección de Goran Paskaljević. La película fue seleccionada como la entrada yugoslava para el Óscar a la mejor película de lengua no inglesa en la 63.ª edición de los Premios de la Academia, pero no fue aceptada como nominada.

## Argumento
Acontece el año 1945, cuando en una pequeña aldea yugoslava un incendio destruye la escuela, los vecinos, liderados por las autoridades comunistas, se apoderan de la iglesia para convertirla en la nueva escuela. Mientras tanto el maestro muere, pero un forastero mudo que acaba de llegar a la aldea lo hace resucitar. El hecho pone en jaque a las autoridades, que temen que la fe religiosa se imponga a la ideología política.

## Premios
En 1990 obtuvo el premio a mejor dirección en el Festival de Cannes, luego ese mismo año obtiene el premio de los críticos en el festival de cine de San Sebastián.